# Cora Witherspoon
Cora Witherspoon (New Orleans, 5 gennaio 1890 – Las Cruces, 17 novembre 1957) è stata un'attrice statunitense.

## Biografia
Nata in Louisiana, Cora Witherspoon apparve per la prima volta a Broadway nel 1910 nel cast di The Concert, una produzione di David Belasco. La sua carriera teatrale durò fino al 1946, l'anno in cui recitò in The Front Page, il suo ultimo spettacolo a Broadway. Al cinema, fu essenzialmente un'interprete caratterista. Ricoprì ruoli di contorno in una cinquantina di pellicole dal 1931 al 1954. Nel suo film d'esordio, Il marito ricco (1931) e nel suo ultimo, La ragazza del secolo (1954), fu diretta in entrambe le occasioni da George Cukor.
Negli ultimi anni, comparve in alcuni episodi di serie televisive.
Morì a Las Cruces, nel New Mexico nel 1957, all'età di 67 anni, ed è sepolta al Metairie Cemetery di New Orleans.

## Filmografia

### Cinema
- Il marito ricco (Tarnished Lady), regia di George Cukor (1931)
- L'angelo della notte (Night Angel), regia di Edmund Goulding (1931)
- Peach-O-Reno, regia di William A. Seiter (1931)
- Ladies of the Jury, regia di Lowell Sherman (1932)
- The Way of All Freshmen, regia di Joseph Henabery (1933)
- Mushrooms, regia di Ralph Staub (1934)
- La sedia elettrica (Midnight), regia di Chester Erskine (1934)
- Gambling, regia di Rowland V. Lee (1934)
- A Peach of a Pair, regia di Lloyd French (1934)
- The Amateur Husband, regia di Al Christie (1935)
- Ladies Love Hats, regia di Roy L. McCardell (1935)
- Frankie and Johnnie, regia di Chester Erskine e, non accreditato, John H. Auer (1936)
- Jim di Piccadilly (Piccadilly Jim), regia di Robert Z. Leonard (1936)
- La donna del giorno (Libeled Lady), regia di Jack Conway (1936)
- Dangerous Number, regia di Richard Thorpe (1937)
- La signora della quinta strada (On the Avenue), regia di Roy Del Ruth (1937)
- Proprietà riservata (Personal Property), regia di W. S. Van Dyke (1937)
- Dolce inganno (Quality Street), regia di George Stevens (1937)
- The Big Shot, regia di Edward Killy (1937)
- The Lady Escapes, regia di Eugene Forde (1937)
- Madame X, regia di Sam Wood e, non accreditato Gustav Machatý (1937)
- La via del possesso (Beg, Borrow or Steal), regia di Wilhelm Thiele (1937)
- He Couldn't Say No, regia di Lewis Seiler (1938)
- Port of Seven Seas, regia di James Whale (1938)
- Maria Antonietta (Marie Antoinette), regia di W.S. Van Dyke e, non accreditato, Julien Duvivier (1938)
- Il prode faraone (Professor Beware), regia di Elliott Nugent (1938)
- Three Loves Has Nancy, regia di Richard Thorpe (1938)
- Vacation from Love, regia di George Fitzmaurice (1938)
- Dietro l'angolo (Just Around the Corner), regia di Irving Cummings (1938)
- Woman Doctor, regia di Sidney Salkow (1939)
- Gli avventurieri (Dodge City), regia di Michael Curtiz (1939)
- The Flying Irishman, regia di Leigh Jason (1939)
- Tramonto (Dark Victory), regia di Edmund Goulding (1939)
- For Love or Money, regia di Albert S. Rogell (1939)
- Donne (The Women), regia di George Cukor (1939)
- Charlie Chan e la crociera del terrore (Charlie Chan's Murder Cruise), regia di Eugene Forde (1940)
- I Was an Adventuress, regia di Gregory Ratoff (1940)
- Un comodo posto in banca (The Bank Dick), regia di Edward F. Cline (1940)
- Honeymoon for Three, regia di Lloyd Bacon (1941)
- Follies Girl, regia di William Rowland (1943)
- Addio vent'anni (Over 21), regia di Charles Vidor (1945)
- Questo nostro amore (This Love of Ours), regia di William Dieterle (1945)
- Non volle dir sì (She Wouldn't Say Yes), regia di Alexander Hall (1945)
- Colonel Effingham's Raid, regia di Irving Pichel (1946)
- Una giovane vedova (Young Widow), regia di Edwin L. Marin (1946)
- She Wrote the Book, regia di Charles Lamont (1946)
- Dangerous Business, regia di D. Ross Lederman (1946)
- Non ti appartengo più (I've Always Loved You), regia di Frank Borzage  (1946)
- La madre dello sposo (The Mating Season), regia di Mitchell Leisen (1951)
- Chain of Circumstance, regia di Will Jason (1951)
- The First Time, regia di Frank Tashlin (1952)
- Il sogno dei miei vent'anni (Just for You), regia di Elliott Nugent (1952)
- La ragazza del secolo (It Should Happen to You), regia di George Cukor (1954)

### Televisione
- Royal Playhouse (Fireside Theatre) – serie TV, episodio 3x02 (1950)
- Kraft Television Theatre – serie TV, episodio 7x38 (1954)
- Studio One – serie TV, episodio 6x48 (1954)

## Doppiatrici italiane
- Lola Braccini in La madre dello sposo
- Alina Moradei in La donna del giorno (ridoppiaggio)
- Anna Teresa Eugeni in Tramonto (ridoppiaggio)

## Spettacoli teatrali
Lista completa degli spettacoli di Broadway
- The Concert (1910)
- The Temperamental Journey (1913)
- Daddy Long Legs di Jean Webster (Broadway, 28 settembre 1914)
- The Great Lover (1915)
- Three Faces East scritta da Anthony Paul Kelly (1918)
- The Matinee Hero (1918)
- Daddy Long Legs (revival) (1918)
- She Would and She Did (1919)
- Lilies of the Field (1921)
- The Awful Truth (1922)
- Grounds for Divorce (1924)
- The Fall of Eve (1925)
- Hush Money (1926)
- The Constant Wife (1926)
- Olympia (1928)
- Precious (1929)
- Waterloo Bridge (1930)

- Philip Goes Forth (1931)
- The Way of the World (1931)
- Jewel Robbery (1932)
- Camille (1932)
- Forsaking All Others (1933)
- Shooting Star (1933)
- Jezebel (1933)
- Mackerel Skies (1934)
- Jigsaw  (1934)
- Say WhenSay When  (1934)
- It's You I Want (1935)
- De Luxe (1935)
- A Touch of Brimstone (1935)
- All Men Are Alike (1941)
- The Willow and I (1942)
- Ramshackle Inn  (1944)
- The Front Page  (1946)